# Jeritasardakan
Jeritasardakan (armeniska: Երիտասարդական) är en tunnelbanestation på Jerevans tunnelbana i Armeniens huvudstad Jerevan. Den ligger i distriktet Kentron.
Tunnelbanestationen Jeritasardakan öppnades den 7 mars 1981. Namnet betyder "ungdom" på armeniska.  